# Жорди, Николя Луи
Николя Луи Жорди (14 сентября 1758, Абрешвиллер, совр. деп. Мозель — 7 июня 1825, La Robertsau, Нижний Рейн) — французский республиканский и наполеоновский генерал, участник войны в Вандее.

## Биография

### ПриСтаром порядке
Из семьи буржуа. Получил медицинское образование, и в 1774 году начал работать хирургом в военных госпиталях Селеста и Страсбурга. Но, движимый страстью к приключениям, спустя четыре года сложил с себя обязанности врача, и поступил в Эльзасский пехотный полк рядовым солдатом. В составе полка отправился в Америку, и сражался там в составе французских войск (против англичан, на стороне американцев) в войне за Независимость США. В 1782 году отец Жорди купил ему право на отпуск из полка, после чего он занялся торговлей.

### В дниФранцузской революции
Несколько лет спустя Николя Луи Жорди горячо поддержал Французскую революцию. В мае 1790 года сограждане избрали его капитаном батальона волонтёров кантона Лоркен, с которым он восстановил 31 августа 1791 года спокойствие в Нанси, где швейцарский полк Шатовье восстал против революционеров. В августе 1792 Жорди был избран командиром 10-го батальона добровольцев Мёрта. Его направили в Мец, где он получил приказ разбить лагерь под стенами форта Сент-Круа, причем его батальону даже не выдали оружие. Заподозрив губернатора в измене (и, как оказалось, не зря), Жорди спешно вооружил свой отряд, и сделал это как раз вовремя, чтобы отбить вооружённое нападение.
Через несколько дней, посланный в армию под командованием генерала Кюстина, Жорди во главе батальона был вынужден принять участие в отступлении из Франкфурта к форту Кёнигштайн. После того, как армия была осаждена в Майнце, Жорди привлёк к себе внимание доблестью, которую проявил во время осады. Он неоднократно руководил вылазками, был ранен штыком в нижнюю челюсть и язык, и получил 21 июля 1793 года должность командира бригады.

### ВВандее
После капитуляции Майнца его гарнизон был отпущен на родину под честное слово не воевать какое-то время на внешних фронтах, и, в результате, весь был переброшен в Вандею. В Вандее, Жорди возглавил бригаду под командованием генерала Обера-Дюбайе. Во главе бригады Жорди взял город Верту (24 октября 1793 года), а затем, 11 ноября, преследуя отступающего вандейского генералиссимуса Шаретта, форсированным маршем двинулся к озеру Гран-Лье. На следующий день, при взятии Порт-Сен-Пера, он бросился в воду с несколькими солдатами, и, в результате, ему удалось под огнем противника вернуть с противоположного берега лодки, необходимые для успеха сражения.
Затем произошло несколько других не менее ожесточённых сражений, после которых Шаретт во главе сильного отряда отступил на остров Нуармутье, связанный с материком дорогой Пассаж-дю-Гуа, которая в часы отлива представляла собой брод по дну залива, поэтому для её прохождения необходимы были услуги проводника. Шаретта преследовали войска Аксо и Жорди. Для того, чтобы штурмовать остров Нуармутье, Аксо с войсками двинулся через Пассаж-дю-Гуа, тогда как Жорди переправился на лодках. Недовольный медлительностью гребцов, Жорди выпрыгнул с лодки на мелководье неподалёку от берега и бросился с несколькими солдатами вперёд, но был ранен в ногу. Несмотря на это, он и раненый продолжал руководить сражением, но был ранен второй раз, на этот раз в голову, причём вандейцы полагали, что он убит. Солдаты Жорди отбили его у повстанцев, после чего на руках вынесли храброго военачальника с поля сражения и в лодке доставили на берег материка. Остров Нуамутье в результате этого боя был взят, а Жорди на следующий день повышен в звании до бригадного генерала. Шаретт с гарнизоном сдались под честное слово сохранить им жизнь, но, из-за вероломства сопровождавших армию комиссаров Конвента, вскоре были расстреляны.

### НаРейне
Генерал Жорди какое-то время лечился от ран, но затем, ещё не восстановившись до конца, отправился в Рейнскую армию, где был назначен комендантом Страсбурга. Не желая оставаться на этой тыловой должности, он присоединился в французским войскам, которые теперь осаждали Майнц, 30 ноября 1794 года был снова ранен и снова вынужден был на время покинуть армию. Однако, в июле 1795 года он вновь поступил на службу, и сражался под началом генералов Дезе и Пишегрю, причём, с разрешения первого, отправился в разведывательную миссию и три дня находился в австрийском лагере, детально его изучив.
В начале июня 1796 года главнокомандующий генерал Моро поручил Жорди организовать отвлекающие атаки от Базеля до Мальскольсхейма и попытаться в наиболее подходящем месте переправиться через Рейн. Жорди во главе отряда выполнил это и 6 мессидора IV года Республики (24 июня 1796 года) переправился через Рейн неподалёку от деревни Нонненвейлер, откуда изгнал отряд французских эмигрантов, отчаянно её защищавший.
14 июля 1796 года, находясь во главе бригады в составе дивизии генерала Ферино, который командовал правым крылом Рейнско-Мозельской армии, Жорди вошёл в Стенбак, где австрийцы разрушили мост. Несмотря на это, он перешёл через быструю реку вброд по скользким камням, атаковал не ожидавших этого австрийцев и одержал победу. Затем он атаковал Хаслах, отбивая у австрийцев дом за домом, и штыковой атакой захватил тет-де-пон хаслахского моста.
Его дальнейший боевой путь в рядах Рейнской армии был отмечен не менее впечатляющими успехами: в частности, Жорди сумел пройти в тыл австрийцам по горным тропам через Шварцвальд, причём его солдатам пришлось на руках нести через лес свои пушки.
Вызванный в Страсбург 15 апреля 1797 года, чтобы взять на себя командование одной из колонн армии, Жорди был снова ранен при переходе через Рейн в Дирсхейме. Раненый, Николя Луи Жорди остался в седле и продолжил сражаться, окружённый вражескими солдатами, пытавшимися сбросить его с коня, но был спасён подоспевшими гренадерами 10-й полубригады. За выказанную отвагу генерал Жорди был награждён Почётной саблей, которую Ожеро вручил ему в Страсбурге в декабре 1797 года, и заслужил похвалы от генерала Моро.
После этого генерал Сен-Сюзанна передал ему командование всеми опорными пунктами департамента Верхний Рейн. Затем он возглавлял авангард Гельветической армии, а в 1799 году снова находился в рядах Рейнской армии и принял участие в битве при Гогенлиндене (1800). Однако, измученный ранами и усталостью, генерал Жорди попросил о переводе в тыл, а затем и вовсе вышел в отставку, отказавшись от звания дивизионного генерала, которое, по его мнению, не заслужил.

### В эпохуПервой империи
От Наполеона генерал Жорди получил сперва крест кавалера, а затем и офицерский крест ордена Почётного легиона. Какое-то время он был комендантом Ландау, затем возглавил Кассельский тет-де-пон, а в 1806 году лично отвёл к Наполеону в Берлин и дальше в Варшаву колонну из 5 000 солдат пополнения. В Варшаве Наполеон назначил его комендантом Торна, где Жорди восстановил мост, разрушенный ледоходом, организовал военные склады и госпиталя. Вскоре генерал вновь продемонстрировал своё незаурядное мужество. 7 августа на реке Висле взорвалась лодка, перевозившая порох. Взрыв и пожар, сопровождавшиеся разлётом горящих обломков лодки, произошли в непосредственной близости от центрального порохового склада, куда лодка направлялась, и взрыв которого мог уничтожить весь город Торн. Генерал Жорди, к тому времени считавшийся инвалидом, лично бросился на крышу порохового склада и, с помощью капрала из сапёров, сбросил в реку долетевшие до крыши горящие обломки взорвавшейся лодки и таким образом предотвратил пожар.
После заключения Тильзитского мира, Жорди был назначен комендантом Майнца. В том же году он стал шевалье Империи.
1 июня 1812 года генерал был назначен комендантом существовавшего в то время французского департамента Леман с центром в Женеве. В конце ноября 1813 года он был назначен комендантом Женевы, однако перенёс инсульт, после которого у него отнялись ноги. К этому времени австрийский фельдмаршал-лейтенант Бубна стоял под городом, имея 3 600 человек, тогда как под началом Жорди было 1 800 человек, а сам он был неспособен чем-либо командовать. Город был сдан.

### В последующие годы
После реставрации Бурбонов, Жорди стал кавалером ордена Святого Людовика. К тому времени он также уже имел баварский орден Максимилиана-Иосифа. Во время Ста дней, маршал Даву, помня заслуги Жорди, наконец-то произвёл его в генерал-лейтенанты. Однако тяжелобольной военачальник уже не возвращался на службу. После Второй реставрации, Бурбоны отказались признать его новый чин. Жорди скончался генерал-майором (формально) 7 июня 1825 года в La Robertsau (департамент Нижний Рейн).